# 罗马尼亚社会主义共和国军
罗马尼亚社会主义共和国军（羅馬尼亞語：Armata Republicii Socialiste România）是罗马尼亚社会主义共和国的武装力量。罗马尼亚在1947年—1965年使用的国名是罗马尼亚人民共和国，因此其军队在同期使用的名称是罗马尼亚人民共和国军。1989年羅馬尼亞革命后，这支军队改組為罗马尼亚武装部队。罗马尼亚社会主义共和国军队拥有陆海空三军。